# Drozdy (obwód miński)
Drozdy (biał. Дразды, Drazdy; ros. Дрозды, Drozdy) – wieś na Białorusi, w obwodzie mińskim, w rejonie stołpeckim, w sielsowiecie Świerżeń Stary.
Współcześnie w skład miejscowości wchodzi także dawny zaścianek Harajmowszczyzna (Haraimowszczyzna).

## Historia
W dwudziestoleciu międzywojennym leżały w Polsce, w województwie nowogródzkim, w powiecie stołpeckim. Drozdy do 15 kwietnia 1930 położone były w gminie Mir, natomiast następnie w gminie Świerżeń. Harajmowszczyzna przez cały okres międzywojenny położona była w gminie Świerżeń.
W 1921 Drozdy liczyły 230 mieszkańców, zamieszkałych w 40 budynkach, w tym 204 Białorusinów, 25 Polaków i 1 osobę innej narodowości. Wszyscy mieszkańcy byli wyznania prawosławnego. Harajmowszczyzna liczyła zaś 67 mieszkańców, zamieszkałych w 11 budynkach, wyłącznie Polaków. 63 mieszkańców było wyznania rzymskokatolickiego i 4 prawosławnego.
Podczas II wojny światowej w Harajmowszczyznie mieściła się duża placówka Armii Krajowej.
Po II wojnie światowej w granicach Związku Sowieckiego. Od 1991 w niepodległej Białorusi.

## Ludzie związani z miejscowością
- Bolesław Horoszko Groszek (ur. w 1918 w Harajmowszczyznie) – ułan Zgrupowania Stołpeckiego Armii Krajowej, powstaniec warszawski[5]